# Dino-Riders
Dino-Riders var en tecknad TV-serie som sändes i 14 avsnitt under perioden oktober-december 1988, och senare återutgavs på VHS. En leksaksserie gavs ut av Tyco Toys under perioden 1989-1991. En serietidning utkom också, med premiär den 23 februari 1989.

## Handling

### Dino-riders början
I 20 000 år hade rasen Valorianerna levt i fred och harmoni. De ägnade sig åt vetenskap och konst. Men en dag tog freden slut då en vetenskapsutpost i solsystemets utkant blev utplånad av Rulons, en krigisk ras som leddes av Krulos. En liten grupp på 400 Valorianer skickades iväg i en rymdfarkost. Valorianerna blev jagade av Rulons och Krulos gav order om att utplåna Valorianerna.
Valorianernas främsta ledare Questar gav en order om att aktivera tid- och rummaskinen. Maskinen öppnade ett hål i tiden och både Valorianernas och Rulons rymdfarkost försvann in. De kom ut från tidshålet och kraschade på den förhistoriska jorden, 65 miljoner år bakåt i tiden. 
När Valorianernas farkost hade kraschat och de hade lämnat farkosten stötte de på dinosaurier. Samtidigt hade Rulons farkost kraschat in i ett berg. Rulonkrigarna hade i två dagar försökt kontakta Rulonflottan men fick inget svar vilket gjorde Krulos arg. Då de upptäckte dinosaurierna började de sätta så kallade "hjärnlådor" på dem, för att med hjälp av dessa kontrollera dem i syfte att bygga upp en armé.
Under tiden hade Valorianerna börjat att bygga upp ett läger för att börja sina liv på nytt. De hade också tämjt dinosaurier som "husdjur" och kommunicerade med dem genom telepati. Rulons anföll deras läger, men till sist vann Valorianerna striden och Rulons återvände till sitt läger. Questar sa då att Nu är vi inte längre Valorianer utan nu är vi Dinoryttare.

## Dino-Ryttarna
- Questar: Ledare för Dinoryttarna.
- Yungstar: Pilot och våghals.
- Serena: Pilot och helare.
- Gunner: En lärd krigare och tränare.
- Turret: Vetenskapsman.
- Mind-Zei: Serenas morfar, god vän till Questar.
- Lill Grabben: Yngsta dino-ryttaren.
- Icon: Militär uträknare.
- Tagg: Dinosaurietränare.
- Aero: Pilot; Yungstars rival.
- Vector: Reparatör.
- Cub: Grottman från Istiden.

Dino-Ryttarna kommando:
- Astra: Ledare för kommandostyrkan.
- Rock: Specialist på berg och terrängområden.
- Glyde: Specialist på luften.
- Bomba: Specialist på bomber.
- Kameleon: Specialist på vildmarksliv.
- Faze: Specialist på elektronik.

## Rulons
Rulons är en ras som alltid krigade och leds av Krulo som vill erövra hela universum. Och Rulons gör allt för att få tag i Dino-ryttarnas stenkristall för att återvända till sin tid igen. Rulons använder hjärnlådor på sina dinosaurier för att kunna kontrollera dem och krigarna är en blandning av människoliknande ormar, människoliknande hammarhajar, människoliknande gräshoppa, människoliknande krokodil, människoliknande myra och människoliknande rocka. 
Viktiga karaktärer:
- Krulos: Ledare för Rulons rike.
- Rasp: Ledare för vipers och rulons andre ledare efter krulos.
- Hammerhead: Ledare för Sharrkurs.
- Antor: Ledare för Antmen.
- Krok: Rulonkommendör.
- Skate: Kroks Sidekick.
- Lokus: Lägre rankad Rulonkommendör.

## Avsnitt
1. The Adventure Begins (1)
2. Revenge of the Rulons (2)
3. The Rulon Stampede
4. The Blue Skies of Earth
5. Toro, Toro, Torosaurus
6. T-Rex
7. Krulos
8. Tagg, You're It!
9. Thanksgiving
10. To Lose the Path
11. Enter the Commandos
12. Battle for the Brontosaurus (1)
13. One to Lead Us (2)
14. Ice Age Adventure

## Svenska röster

### Serinas rädding
- Gunnar Ernblad - Questar och Krulos
- Staffan Hallerstam - Yungstar, Antor och Skate
- Hans Jonsson - Gunner, Astra, Hammerhead och Krok
- Andreas Nilsson - Turret, Mind-Zei, Icon, Tagg, Rasp och Lokus/Stag
- Linus Wahlgren - Lillgrabben
- Louise Raeder - Serina

### Astras anfall
- Gunnar Ernblad - Questar, Krulos och Skate
- Staffan Hallerstam - Yungstar, Antor och Krok
- Hans Jonsson - Gunner, Astra, Hammerhead och Lokus/Stag
- Andreas Nilsson - Mind-Zei och Rasp
- Linus Wahlgren - Lillgrabben
- Louise Raeder - Serina

### Fotnoter
1. ↑  David Perlmutter, ”The Marvel Action Universe (1988)”, The Encyclopedia of American Animated Television Shows, Rowman & Littlefield, 15 maj 2018.[källa från Wikidata]
2. ↑  Geek (14 oktober 2005). ”There might be a Dino-Riders movie in the works” (på engelska). Dave Gonzales. Arkiverad från originalet den 14 september 2016. https://web.archive.org/web/20160914065204/http://www.geek.com/news/there-might-be-a-dino-riders-movie-in-the-works-1636775/. Läst 27 augusti 2016.
3. ↑  ”Dino-Riders” (på engelska). TV.Com. 19 mars 1988. Arkiverad från originalet den 21 september 2016. https://web.archive.org/web/20160921140444/http://www.tv.com/shows/dino-riders/. Läst 27 augusti 2016.